# Врановице-Келчице
Врановице-Келчице (чеш. Vranovice-Kelčice) је насељено мјесто са административним статусом сеоске општине (чеш. obec) у округу Простјејов, у Оломоуцком крају, Чешка Република.

## Становништво
Према подацима о броју становника из 2014. године насеље је имало 607 становника.